# Saison 2 de PJ
Chronologie
Saison 1 de PJ Saison 3 de PJ
Cet article présente le guide des épisodes de la saison 2 de la série télévisée PJ.

## Épisode 1:Vol à l’arraché
- Numéro : 7 (2.1)
- Scénariste : Frédéric Krivine
- Réalisateur : Gérard Vergez
- Première diffusion : 
  -  France : sur France 2
- Invités : Neige Dolsky : Ernestine, William Leger : Kevin, Damien Dodane : Fred, Frédéric Cuif : Jeff, Danièle Douet : Martine, Erwan Demaure : Luc, Christian Huitorel : l’avocat, Martin Amic : un agent de police, Jean-Marc Lebas : un agent de police, Tayeb Belmihoub : Sebab
- Résumé : Vincent et Bernard enquêtent sur un vol de sac à l'arraché effectué à l'aide d'une moto volée, et au cours duquel une vieille dame a été gravement blessée. Pendant ce temps, à la suite de la plainte d'un adolescent et de sa mère, Marie et Mourad planquent devant un collège tout proche, pour neutraliser une bande de jeunes racketteurs.

## Épisode 2:Escroqueries
- Numéro : 8 (2.2)
- Scénariste : Frédéric Krivine
- Réalisateur : Gérard Vergez
- Première diffusion : 
  -  France : sur France 2
- Invités : Thierry Nenez : Noncel, Christian Cloarec : Lesueur, Antoine Coesens : agent de police 1, Alexandre Shuat : agent de police 2, Jacques Bosc : alcoolique anonyme 1, André Boucry : alcoolique anonyme 2, Emmanuelle Michelet : alcoolique anonyme 3, Marie Berges : Médecin pompier, Tayeb Belmihoub : Sebab, Nadjat Mrini : Cherifa
- Résumé : Vincent et Marie enquêtent sur une agression nocturne dans le foyer de La Halte, centre d'écoute pour drogués dont la présence divise le quartier depuis des mois. Bernard et Mourad, de leur côté, tentent de retrouver Monsieur Jacques, un charlatan qui a vendu une pommade bidon à une femme enceinte qui désirait absolument accoucher d'un garçon.

## Épisode 3:SDF
- Numéro : 9 (2.3)
- Scénariste : Frédéric Krivine
- Réalisateur : Gérard Vergez
- Première diffusion : 
  -  France : sur France 2
- Invités : Pierre Martot : Commandant Almasy, Bernard Jousset : Teyssier, Christiane Muller : Arlette, Guillaume Romain : Didier, Beppe Chierici : Carlo, Emmanuel Curtil : agent de police, Catherine Salviat : Thérèse, Catherine Bidaut : Madame Surgère, Karine Foviau : Anna
- Résumé : Un SDF, Hocine Ben Bella, a été agressé et est retrouvé comateux sur un quai du canal. Vincent et Mourad se chargent de retrouver son ancienne compagne. Pendant ce temps, le patron de la P.J. annonce à Meurteaux qu'il le suspend, dans l'attente des résultats de l'enquête que mène la police des polices sur son alcoolisme. L'enquête est menée par le très rébarbatif commandant Almasy (qui était à la brigade dés stupéfiants dans la saison 1). Deux adolescents qui connaissent Marie viennent lui faire part de leurs inquiétudes : Anne et Anna, deux filles de leur classe, parlent de se suicider. De son côté, la compagne de Bernard, Jeannine, avoue à celui-ci qu'elle le trompe avec son médecin.

## Épisode 4:Carte bleue
- Numéro : 10 (2.4)
- Scénaristes : Frédéric Krivine
- Réalisateur : Gérard Vergez
- Première diffusion : 
  -  France : sur France 2
- Invités : Charlotte Maury-Sentier : Simone Meurteaux, Judith El Zein : Fanny, Natalia Dontcheva : Cora, Guillaume Romain : Didier, Jean-Luc Mimault : Servent, Catherine Salviat : Thérèse, Daniel Berlioux : Jean-Jacques, Stéphane Derossis : Bigeard, Frederic Ambrosio : Kerbiriou, Karine Foviau : Anna, Christian Sinniger : Gérant du cabaret, Jean-Gabriel Nordmann : Psy de la police
- Résumé : Un homme qui s'est fait saouler et dépouiller dans un cabaret vient se plaindre à la PJ : Meurteaux envoie Bernard se faire passer pour un VRP afin d'organiser un flagrant délit. Vincent et Marie, qui visitaient un appartement, tombent sur des pompiers en intervention pour un double suicide de deux adolescentes : Anne et Anna ont mis à exécution leur plan de suicide. D'autre part, un sans-logis pris en flagrant délit de vol à la roulotte met Vincent sur la piste d'un trio de voleurs de cartes bancaires (vol en réunion). Vincent et Mourad tentent de les prendre en flag.

## Épisode 5:Élodie
- Numéro : 11 (2.5)
- Scénaristes : Frédéric Krivine
- Réalisateur : Gérard Vergez
- Première diffusion : 
  -  France : sur France 2
- Invités : Alexia Hugon : Élodie, Hélène Calzarelli : Madame Dupuy, Micky Sébastian : Carole, Alain Ganas : Thierry Selier, Marie-Laure Dougnac : Sonia, Bernard Jousset : Teyssier, Nathalie Kousnetzoff : employée de l’agence, Jacky Nercessian : Zitouni, Patrick Raynal : Moliterni, Hervé Pierre : Georges
- Résumé : Vincent et Marie sont chargés d'interroger la petite Élodie, 8 ans, dont la maîtresse d'école prétend qu'elle a été victime d'un pédophile. Après avoir interrogé Élodie plusieurs fois, celle-ci finit par désigner un voisin nommé Sellier, ancien éducateur. Mais une spécialiste de ce genre d'affaires, Carole, venue de la brigade des mineurs, remet ces présomptions en question après un nouvel interrogatoire de la petite. D'autre part, une certaine madame Dupuy prétend avoir assassiné son mari. Bernard, sur le point de se séparer de son épouse, est chargé de visiter le domicile de la prétendue criminelle.

## Épisode 6:Héroïne
- Numéro : 12 (2.6)
- Scénaristes : Jean-Dominique de La Rochefoucauld, Frédéric Krivine
- Réalisateur : Gérard Vergez
- Première diffusion : 
  -  France : sur France 2
- Invités : Gérard Chaillou : Lestable, Muriel Paradis : la substitut, Julia Vaidis-Bogard : Mireille, Jean-Daniel Laval : Grosjean, Jacky Nercessian : Zitouni, Thierry Levaret : Sammy
- Résumé : Vincent et Marie interviennent dans une HLM pour neutraliser Mireille, une droguée, venue agresser son père avec un cutter afin de lui extorquer de l'argent pour s'acheter une dose. Au commissariat, Lestable, le père de Mireille, confie à Vincent son désespoir et son impuissance et accuse Sami, petit ami de Mireille, de trafic d'héroïne. Nos policiers établissent une souricière pour coincer Sami. De leur côté, Bernard et Mourad mènent des investigations sur le vol d'un camion avec sa cargaison survenu alors que le chauffeur dormait dans le quartier.